# Округ Дјуи (Јужна Дакота)
Дјуи (енгл. Dewey County) је округ у америчкој савезној држави Јужна Дакота.

## Демографија
По попису из 2010. године број становника је 5.301, што је 671 (-11,2%) становника мање него 2000. године.
| Група             | 2000.         | 2010.         |
| Белци             | 1.438 (24,1%) | 1.108 (20,9%) |
| Афроамериканци    | 2 (0,0%)      | 5 (0,1%)      |
| Азијати           | 7 (0,1%)      | 8 (0,2%)      |
| Хиспаноамериканци | 51 (0,9%)     | 98 (1,8%)     |
| Укупно            | 5.972         | 5.301         |